# Björn Peter Böer
Björn Peter Böer (* 1966 in Lüneburg) ist ein deutscher Journalist und Hochschullehrer.

## Leben
Nach der Schulzeit am Johann-Rist-Gymnasium in Wedel, während der er erste journalistische Erfahrung sammelte, war Böer von 1986 bis 1988 Volontär beim Norddeutschen Rundfunk (NDR). Er studierte Volkswirtschaftslehre und arbeitete als freier Journalist unter anderem für die Frankfurter Allgemeine Zeitung sowie die Wirtschaftssendung plusminus. Im Zeitraum 1993 bis 1996 war Böer als geschäftsführender Redakteur des Financial News Networks (FNN) tätig. 1997 wurde an der Universität Hamburg seine Doktorarbeit zum Thema Die Anfänge des Sparkassenwesens in den Freien Städten des Deutschen Bundes angenommen.
Anschließend arbeitete Böer bei der Frankfurter Allgemeinen Zeitung als Wirtschaftsredakteur, von 2001 bis 2003 leitete er die Wirtschaftsredaktion des FAZ-Hörfunkangebots. Von 2003 bis 2007 war er beim Medien- und Kommunikationsunternehmen WDV in Bad Homburg für Chefredakteur des „FondsMagazins“ sowie stellvertretender Verlagsleiter im Geschäftsbereich Touristik- und Wirtschaftskommunikation. Ab 2008 führte Böer zusätzlich Lehraufträge an der Hochschule Darmstadt und ab 2011 im Bereich Medienmanagement an der Fachhochschule Münster aus. Von 2012 bis 2020 hatte er des Weiteren die Leitung des Geschäftsbereichs Wirtschaftskommunikation beim WDV inne. Im Mai 2014 wurde er an der Fachhochschule Münster zum Honorarprofessor ernannt.
Im April 2020 trat er die Stelle als Chefredakteur für Wirtschaftsmedien bei der Deutschen Fachverlag GmbH an, zu der das Wirtschaftsmagazin Der Handel sowie das Nachrichtenportal Etailment gehören.